# Caravan (historieta)
Caravan es una historieta italiana de ciencia ficción de la casa Sergio Bonelli Editore, creada por Michele Medda.
La miniserie consta de 12 números mensuale, editados desde junio de 2009 a mayo de 2010.

## Argumento y personajes
La vida tranquila de Nest Point, una localidad en los Estados Unidos, está perturbada por un raro fenómeno meteorológico que apaga temporalmente cualquier aparato eléctrico o electrónico y los automóviles. Eso provoca la intervención del ejército, que organiza la evacuación de la ciudad y el éxodo de todos los ciudadanos en una fila de autos, hacia un destino desconocido.
La historia es narrada por Davide Donati, un italoestadounidense de diecisiete años, que durante el viaje escribe un diario en la caravana de su familia. Es hijo de Massimo Donati, un arquitecto italiano, y de Stephanie Burke, y es hermano de la pequeña Ellen.
Otros personajes son:
- Stanley Cutris Lee, alias Stagger: un motociclista fuera de lo convencional, intenta rebelarse a las reglas impuesta por el ejército y huir;
- Carrie Shawnessy: excantante de música folk, alcohólica y con un pasado difícil, tiene un romance con Stagger y es madre de Jolene, de la cual Davide se enamora;
- el alcalde Banks: exmilitar, intenta organizar una revuelta contra el ejército para saber más sobre el destino de la evacuación;
- Jeff y Tracy Weinberg: ambos médicos del hospital de Nest Point, son los mejores amigos de la familia Donati;
- Clyde Panagulis: amigo y contemporáneo de Davide Donati;
- Chester Blynn y Megan Cates: jóvenes arquitectos socios de Massimo;
- Familia Bresler: Jake Bresler es un hombre arisco, que descuida a su esposa Connie; su hijo mayor Kurt es un tipo malo y el menor, Lance, un arrogante;
- Coronel Warren y Teniente Coronel Johnson: son los jefes de los militares.[3][4][5]